# Rhaphipodus taprobanicus
Rhaphipodus taprobanicus är en skalbaggsart som beskrevs av Charles Joseph Gahan 1890. Rhaphipodus taprobanicus ingår i släktet Rhaphipodus och familjen långhorningar.
Artens utbredningsområde är Sri Lanka. Inga underarter finns listade i Catalogue of Life.